# Skinnskattebergs distrikt
Skinnskattebergs distrikt är från 2016 ett distrikt i Skinnskattebergs kommun och Västmanlands län.
Distriktet ligger i och omkring Skinnskatteberg.

## Tidigare administrativ tillhörighet
Distriktet inrättades 2016 och utgörs av socknen Skinnskatteberg i Skinnskattebergs kommun.
Området motsvarar den omfattning Skinnskattebergs församling hade vid årsskiftet 1999/2000.